# 剣の王国
『剣の王国』（つるぎのおうこく）は、comicoで連載されていたyoruhashiによる日本の漫画作品。
2014年1月31日から2019年2月1日までcomicoにて毎週金曜日に連載されていた（掲載は2020年1月29日まで継続）。現在はMAGCOMI、ピッコマにてリバイバル掲載されていて、最終話も同媒体にて掲載された。

## 概要
様々な種族とSPELL（スペル）と呼ばれる不思議な力が混在する世界において、目的地を同じくする少年アルフレドと少女ドロテーアの冒険が始まる。少年はある約束を果たすため、少女は父親を救うため、知恵とSPELLを駆使し幾多の敵に立ち向かう。
他のcomico作品同様、各話にページの概念がなく縦スクロールで繋がった形式をとっている。時折、横スクロールの時もある。

## 歴史
- 2014年1月31日、comicoにて「序篇」を公開し連載開始(毎週金曜日更新)。
  - 2014年1月31日〜2014年6月12日、第1〜20篇アトラントの章完結。
  - 2014年6年26日〜2014年8月7日、第21～27篇ドロテーアの過去の章完結。
  - 2014年8月14日〜2014年11月6日、第28〜39篇死の海流の章完結。
  - 2014年11月13日〜2015年1月29日、第40〜51篇ジルコニアの章完結。
  - 2015年2月5日〜2015年10月15日、第52〜85篇、怪物鯨の章完結。
  - 2015年5月14日〜2015年5月28日、第64〜66篇、ビーコートの章完結。
  - 2015年11月5日〜2017年4月27日、第86〜145篇、コローディの章完結
  - 2017年5月4日〜2018年1月11日、第146〜175篇、流星列車の章完結。
  - 2018年1月25日〜2018年8月9日、第176〜201篇、挽歌の章連載。
- 2018年8月9日、comicoが長期休載を発表。
- 2019年2月1日、201話にての連載終了と掲載継続を発表。[1]
- 2020年1月29日、未完のままcomicoの掲載が終了。
- 2020年3月5日、MAGCOMIのリニューアルに合わせてリバイバル掲載が開始[2]。MAGCOMIには同作者の次回作(はめつのおうこく)が掲載中。
- 2020年8月29日、作者Twitterにて最終話の制作を発表。[3]
- 2021年7月5日、MAGCOMIにて175話まで再掲載、次回最終話と発表。
- 2021年10月5日、作者Twitterにて最終話を投票でハッピーエンドかトゥルーエンドにする｢選択的結末｣を発表。[4]
- 2021年11月8日、作者Twitterにて投票を行い、トゥルーエンドに決定した。[5]
- 2021年12月5日、MAGCOMIにて最終話｢旅の終わり｣が有料先行公開。[6]
- 2022年1月5日、MAGCOMI、マンガドア[7]にて最終話が無料公開。
- 2022年6月10日、ピッコマにて最終話が有料公開。[8]

## ストーリー
王剣カリバーンを引き抜いた者が王となる国、剣の王国。平和なその国には3人の魔女がいた。1番目の魔女はその美から妃となり、2番目の魔女はその叡智で民衆を救い、そして3番目の魔女は、その美と智は二人に及ばなかったものの、一人の天才弟子を育てた。しかし1番目の魔女が王剣を抜き女王となると平和な日々は一変し、王国は残虐な女王による暗黒時代に突入する。立ち上がった反乱軍も女王に敗れ、その筆頭であった3番目の魔女は落ち延び、弟子と各地を転々としていた。そしてついに3番目の魔女は、女王の命によって討たれた。師を失った少年は復讐を決意する。

## 登場人物

### 主要人物
アルフレド＝ペンドラゴン
（年齢:約17歳/身長:約180cm/誕生日:葡萄月 おしろい花の日/血液型:A型）
物語の主人公の少年。逞しい体軀で、髪と目は竜飼いの部族赤色人（アムリント）のように赤いが、自身が発動させたSPELLによるものである。
3番目の魔女ジルコニアの弟子だったが、目の前で彼女を殺され、女王への復讐を決意する。
ジルコニアの死後は、彼女が生前に行った取引によって竜の夫婦に命を救われ、7年間その奴隷として竜の住処である孤島への侵入者を捕らえる日々を送っていた。
天才弟子と評されていただけあって聡明であり、奴隷として酷使されながらも、自由を得るため長年準備を重ねた。そして、島に降り立った少女ドロテーアと取引をし、島からの脱出に成功する。知識が豊富で、SPELLはもちろん、咄嗟の状況判断力も秀でている。
奴隷として侵入者を捕らえてきたために戦闘能力もそれなりのものであり、小人族と取引して得たSPELL「光芒の尾紐（グレイプニル）」を巧みに操る。
島からの脱出、ひいては女王の暗殺のためドロテーアを利用しており、馴れ合わないことを示しているが、行動の端々に根の優しさや気遣いが表れている。
ジルコニアが殺される前に、「約束」と竜飼いの部族の笛を託された。
赤色人の竜飼いを自称しているが、実は竜飼いではない。もとは黒髪蒼眼だったが、王国に追われるジルコニアと共にいるために具現化数式で目と髪の色を真っ赤に染め、同じく王国に追われる竜飼いの部族（＝ペンドラゴン）を名乗るようになった。
ドロテーア・グレーテ
（年齢:17歳/身長:約160cm/誕生日:芽月 桜草の日/血液型:A型）
物語のヒロイン。辺境の地アーカンザスからやってきた、茶色の長髪と紫の瞳を持つ真面目なドワーフ種の少女。
王都に連行された父の命を救うべく、一人トンプソンの調査船に乗り込み、上陸した島でアルフレドと出会う。取引により協力関係となり、島を脱出。共に王都エメラルドを目指す。
片方だけの銀の靴を履いていて、踵を打つことで竜巻を起こす。
先王の忠臣であった円卓の五部族の一つ、銀細工師の部族長の娘。ただし、これは部族長である父が秘密にしていたため、本人も知らなかった。銀の靴は部族に代々継承されるSPELLである。
本来は両足分あるが、なぜか左足の銀の靴だけ大きかったため、故郷で王国軍から逃げる最中、左足の靴を落としてしまった。右足の靴を献上すれば父を解放するという言葉を信じて王都を目指しているが、アルフレドに浅慮さを指摘される。
後先考えず無茶をし、結果失敗ばかりするため「ドジテーア」と揶揄されていた。しかし、心根は優しく誠実であり、間違っていることはきっぱり否定する。
戦闘技術は備えており、エアリエルと名付けた剣を帯びている（剣に名をつけるのはドワーフ種の慣習）。
パンチネロ
ブーメレンの音楽隊の隊長となる日を夢見る鶏。自称・絶対音感の持ち主だが地獄耳と勘違いしている。音痴。
奴隷だったアルフレドをこき使い、陰湿な嫌がらせばかりしていたが、ドロテーアに命を救われ旅の一行に加わる。

### 三人の魔女
1番目の魔女/女王
絶世の美女。その美しさから先王の妃となるが、のちに自ら王剣を引き抜いた。先王を追放し女王となり、暴虐の限りを尽くしている。
赤色と生首が好きで、城を覆うエメラルドを全てルビーに変えさせている。
魔女狩りが行われていた隣国から逃げ延びてきた魔女族の生き残りで、三姉妹の長女。200年以上生きている。
強力な愛のSPELLを使うため、女にしか殺すことができない。
2番目の魔女
世界一賢いと言われる魔女。
万病に効く薬を開発し、下層民から圧倒的な支持を得た。
魔女狩りが行われていた隣国から逃げ延びてきた魔女族の生き残りで、三姉妹の次女。200年以上生きている。
予知能力があり、ジルコニアに死が迫っていることを予言した。
3番目の魔女/ジルコニア・モルガン
その美でも叡智でも他の二人に及ばないが、一人の天才弟子を育てた。
アルフレドの師であり育ての親。
豊かな銀髪に緑の目の男勝りな明るい美女で、抜群のスタイルを持つ。
魔女狩りが行われていた隣国から逃げ延びてきた魔女族の生き残りで、三姉妹の三女。200歳を超えていた。
二人の優れた姉の影に隠れ、出来損ないと嘲られて生きていた。
1番目の魔女の暴走を止めるため円卓の五部族と反乱を起こすが失敗に終わり、身をひそめ旅をした。使い魔には「世界で一番心があたたかい魔女」と評される。
竜飼いの部族長イザナダとは想いあう仲であり、銀細工師の部族長グランピウスを通じて、竜飼いのSPELL竜牙の笛を託された。
アルフレドに約束と竜牙の笛をたくした直後、白兎のジョーカーに首をはねられ命を落とす。
氷のSPELLの使い手だったが、アルフレドの命を守るため取引を行い、竜に譲り渡していた。

### 反乱軍
3番目の魔女/ジルコニア・モルガン
3人の魔女の項を参照。
イザナダ＝ペンドラゴン
円卓の五部族が一、赤色人（アムリント）の竜飼いの部族長。
燃えるような真紅の髪と目、ネイティブアメリカンのような装いが特徴の青年。長い髪をお下げにしている。
ジルコニアとは想い合う仲であった。戦いで左膝下を失った自らの行く末を察し、部族のSPELL竜牙の笛を、銀細工師の部族長グランピウスを通してジルコニアに託した。
その後数年抵抗を続けたが、竜飼いの砦は陥落し、命を落とす。
グランピウス・グレーテ
円卓の五部族が一、銀細工師の部族長。ドロテーアの父親。
6人の弟たちは殺されたが、なんとか妻とドロテーアを連れてアーカンザスまで落ち延びた。およそ10年後、妻は病で亡くなった。それから子連れの女性に身分を偽って再婚し農夫として暮らすが、後妻に指名手配犯だと知られ、銀の靴を隠す様子を目撃され、アーカンザス領主に密告される。
勤労はドワーフの誇りだと、二人の義姉が遊興にふける傍ら、ドロテーアに厳しくあたるが、真っ直ぐ育った彼女を心から愛しており、17歳の誕生日にドレスと銀の靴を贈った。しかし、奇しくもその日が二人の別れの日となり、交戦の甲斐なく王国軍に捕らえられ、王都に連行される。

### 王国側
1番目の魔女/女王
3人の魔女の項を参照。
白兎のジョーカー
ドレッドヘアーの軽薄な身なり態度の男。王国の英雄。頭部から兎の耳が生えている。
ジルコニアを殺した張本人であり、金細工師から奪ったとみられるSPELLを使う。
残酷なまでの力の差でアルフレドをいたぶり、いるか座の羅針盤（ネレイド・コンパス）を奪う。
ズム・ドードー
ビーコートの上司で、やや横暴な性格。
グランピウスを捕らえにやってくる。
ビーコート
冷や汗の多い長髪の青年。
その正体は王の剣に仕える従僕人形で、かつてはグランピウスに師事した。
グランピウスを捕らえ、王都に連れ去る。
口癖は「切腹でお許しいただきたい」。
鋸挽きのメリーアン
身長の何倍もある鋸を携える処刑人の少女。
メージ・グリフォン
反乱軍討伐隊長。
ゴロワーズ・アキ
剣の王国主幹 メサルデ大学学生制圧の指揮をとる。

### その他
エコー
アルフレドが囚われていた島にいた透明人間の少女。子供っぽいが善良な性格。
アルフレドたちが島から脱出する手助けをした。
その正体は幻の国アトラントの姫君。竜にだまされ透明にされ、都と共に奪われたが、アルフレドが竜を倒したことで呪いが解け、人魚の王国アトラントがよみがえった。
タコのような人魚で、やや太り気味。都を取り戻してもらった代わりに、海流をあやつるSPELLいるか座の羅針盤（ネレイド・コンパス）をアルフレドに渡す。
フギンとムニン
アルフレドを奴隷にしていた竜の夫婦。
エイハブ・サザーランド
怪物鯨の胃の中に住む老いた漁師。
トト
ジルコニアの使い魔。土佐弁のような言葉を使う。普段は犬の姿をしているが、変身をすると巨大な悪魔のような姿になる。
オズ・ワーロック
金細工師の部族長の息子。反政府組織金冠（ゴールデン・コロナ）のリーダー。金髪碧眼で長身の美青年だが、ナルシストかつ自己中心的な性格で短絡的。サイコパスな一面も見せる。漆黒の織姫というSPELLを操る。右眼は常に眼帯で隠されている。アルフレドによって眼帯を切り落とされて激高した。アルフレドには変態野郎、小物などと称される。
アンナ
年齢不詳。オズの協力者。黒髪灰眼で、緑色の肌を持つ。ある対象を水晶玉に映し出すSPELLを持つ。ドロテーアの姿をオズに見せていた（アーカンザス、グレーテ家の近所に住むアンナおばさまとは別人）。
チェケ・ラリスト
金冠の戦闘員。サングラスとバンダナ姿のチャラチャラしている男性。
ケイ・ワン
金冠の戦闘員。二足歩行をする垂れ耳の犬で、服を着ていたり喋ったりタバコを吸ったりしている。
フェリシテ
親に売られた幼い奴隷の少女。左頬に奴隷印がある。故郷に優しい兄がいる。コローディの街でダンに連れられていたところ、アルフレドに出会いある指示を受け、生き延びる。
大人のお姉さん
コローディ、3人組の娼婦（夢魔/サキュバス）。アルフレドを誘惑した。厚化粧。結束力と迫力がある。
ダン/ダニエル・エルガー
ボンバイエサーカスの団員。娼婦にダン様と呼ばれる。暴れ放題な性格で、ロリコン。

## 用語
王剣カリバーン
王を選定する剣で、引き抜いた者が王となる。
SPELL
さまざまな超常現象を起こす特別な力。
武器や道具、生物に力が宿る一般SPELLと、宿る物体と力と切り離せない特殊SPELLが存在する。
前者は複製可能だが、後者はこの世に唯一のものである。
円卓の五部族
王の側近として執政を行う選ばれし部族。それぞれが特殊SPELLを代々継承している。
女王の即位後、旧体制の五部族は反逆の罪に問われ、追われる身となっている。
赤色人（アムリント）の竜飼い
円卓の五部族の一。燃えるような真っ赤な髪と目で、ネイティブアメリカンのような装いが特徴。竜を操り戦う。
最後の部族長はイザナダ・ペンドラゴン。王国軍に敗れたが、SPELLを事前に3番目の魔女に託した。
継承するSPELLは竜牙の笛。
金細工師
円卓の五部族の一。詳細は不明だが17年前の時点で王国軍に敗れており、さらにSPELLも奪われている。
銀細工師
円卓の五部族の一。ドワーフ種の部族で、王への忠誠心からカリバーンにならい、剣に名をつける慣習を持つ。
部族長グランピウス・グレーテは辺境のアーカンザスに身をひそめたが、王国軍に捕らえられる。
継承するSPELLは銀の靴。踵を打って竜巻を起こす力を持つ。